# スーパースリット
スーパースリット（Super+Sritt）は、1985年に結成された島根県松江市のガレージロックバンド。

## 概要
1985年の結成以降、幾度のメンバーチェンジを繰り返し、1991年ギターのヤビキジョーが加入、2001年ベースのオガワヨシキが加入し、現在のメンバーとなった。
詳細は後述のメンバーの節を参照のこと。
モッズスーツを身にまとい、爆音で、激しいアクションを信条としている。
ライブによって異なるが、基本的にスーツの色はコイデが黒、ヤビキが濃赤、オガワが白、ヒトミが黒である。
2004年10月23日のLIVEをもって、無期限活動休止となったが、2009年7月5日活動を再開した。
翌2010年に、結成25周年を迎えた。
2010年11月7日、25周年記念アルバム「WHO KILLED BUNNY?」をWild Night Recordsよりリリースした。

## メンバー
コイデ ヒロアキ
ボーカル担当。島根県出身。結成当初からのオリジナルメンバー。
ヤビキ ジョー（1972年9月22日 - ）
ギター担当。島根県出身。1991年加入。5代目ギタリスト
オガワ ヨシキ（1967年12月19日 - ）
ベース担当。島根県出身。2001年加入。4代目ベーシスト
ヒトミ ケイイチ
ドラム担当。島根県出身。結成当初からのオリジナルメンバー。

## エピソード
当初は元メンバーが提案した「アブラクサス」と命名される予定であったが、「油臭そう」な名前だった為、別の候補であった「スリット」に「スーパー」をつけて命名された。
結成当初は子供ばんどのコピーを行っていたらしい。
結成最初のLIVEの集客は1人か2人、ヤビキジョー加入時のワンマンライブも同じく集客は1人だった。

## ディスコグラフィー

### シングル
1. RADIO上海（廃盤）
2. エンジェルダスト（廃盤）
3. Monkey Dance（廃盤）

### アルバム
1. 時限爆弾Q（廃盤）
2. RED（廃盤）
3. 世界征服宣言（廃盤）
4. スクラップソングス（廃盤）
5. WHO KILLED BUNNY?（Wild Night Records/WNR-001）2010.11.7リリース

### その他
1. オムニバス『みんなでクラッシュ』
2. オムニバス『RePublic SHIMANE』